# Torsten Voges
Torsten Voges est un acteur allemand né en 1961.

## Biographie
Il a d'abord été acteur de théâtre en Allemagne avant de s'installer à Los Angeles. Il mesure 2,06 m.

## Filmographie
- 1993-1994 : Un cas pour deux (2 épisodes)
- 1997 : Seinfeld (saison 9, épisode 1) : le chauffeur de taxi
- 1998 : Femme de rêve : le photographe allemand
- 1998 : The Big Lebowski : Franz, un nihiliste
- 1998 : Dharma et Greg (saison 1, épisode 23) : Hey-20
- 1999 : 8 millimètres : Stick
- 1999 : Deuce Bigalow : Gigolo à tout prix : Tina
- 2001 : Malcolm (saison 2, épisode 17) : Helmut
- 2008 : Dimples : le démon
- 2009 : Funny People : Dr Lars
- 2009 : Les Mystères d'Eastwick (9 épisodes) : Fidel
- 2010 : Chuck (saison 4, épisode 9) : Dr Mueller
- 2013 : The Lords of Salem : Comte Gorgann
- 2012 : Jessie (saison 2 épisode 11) : Fritz
- 2016 : 31 : Dead Head